# قشلاق چوخلی قوئی حسین آق‌باشلار
قشلاق چوخلی قوئی حسین آق‌باشلار یک منطقهٔ مسکونی در ایران است که در دهستان قشلاق غربی واقع شده‌است. قشلاق چوخلی قوئی حسین آق‌باشلار ۷۴ نفر جمعیت دارد.